# Odorrana anlungensis
Espèce
Synonymes
- Rana anlungensis Liu & Hu, 1973

Statut de conservation UICN

 EN  : En danger
Odorrana anlungensis est une espèce d'amphibiens de la famille des Ranidae.

## Répartition
Cette espèce est endémique de la province du Guizhou dans le sud-est de la République populaire de Chine. Elle se rencontre sur le mont Longtou dans le xian d'Anlong dans la préfecture de Qianxinan, entre 1 480 et 1 550 m d'altitude,.

## Étymologie
Son nom d'espèce, composé de anlung et du suffixe latin -ensis, « qui vit dans, qui habite », lui a été donné en référence au lieu de sa découverte, le xian d'Anlong (parfois orthographié Anlung Hsien).

## Publication originale
- Hu, Zhao & Liu, 1973 : A survey of amphibians and reptiles in Kweichow province, including a herpetofaunal analysis. Acta Zoologica Sinica, Beijing, vol. 19, p. 149-181.